# Alessandra De Rossi
Alessandra De Rossi, pseudonimo di Alessandra Tiotangco Schiavone (Yeovil, 19 luglio 1984), è un'attrice, regista e cantante filippina con cittadinanza italiana.
Interprete versatile e perfezionista, ottiene il suo primo ruolo importante all'età di 16 anni nel film Azucena, che le vale un premio FAMAS come miglior attrice non-protagonista. Riscuote ulteriore successo a seguito della sua interpretazione nella pellicola Hubog al Metro Manila Film Festival, grazie alla quale si aggiudica un altro premio come miglior attrice non-protagonista. Seguono quindi numerose partecipazioni a progetti indipendenti, che la affermano tra i volti più noti del cinema indie filippino. Altre sue importanti interpretazioni sono quelle nei film Mga munting tinig, The Maid, Sta. Niña e Bambanti, mentre a livello di serie televisive vi sono quelle in Green Rose e Sinner or Saint.
È sorella minore di Assunta, anch'essa attiva nel mondo del cinema e della televisione.

## Biografia
Alessandra Tiotangco Schiavone nasce a Yeovil, in Inghilterra, figlia del salentino Luigi Schiavone e della filippina Nenita Tiotangco. Oltre ad Alessandra dalla coppia nascono le figlie Assunta, Isabel e Margherita. In giovanissima età vive per alcuni anni con la famiglia a Martano, paese natale del padre, e poi a Ciampino. All'età di sette anni si trasferisce nelle Filippine, dove inizia più tardi la carriera di attrice.

### Carriera cinematografica
L'ingresso nel mondo del cinema avviene nella seconda metà degli anni novanta dopo quello della sorella maggiore Assunta. La scelta di un nome d'arte non si rivela tuttavia immediata: su consiglio della madre adotta quindi il cognome De Rossi come tributo alla sua attrice preferita Barbara De Rossi, poiché quello anagrafico era ritenuto difficile da pronunciare nella lingua filippina.
All'età di tredici anni ottiene il suo primo ruolo nel film Magic Kingdom. Successivamente recita una piccola parte in Mystrio (Uno... dos... tres pilyos!), film per adolescenti che vede inclusi altri giovani agli inizi come Paolo Contis e Jodi Santamaria. Ottiene il suo primo importante ruolo nel 2001 quando viene scelta dal regista Carlos Siguion-Reyna per interpretare Lily nel film indipendente Azucena, pellicola che le varrà un premio FAMAS come miglior attrice non-protagonista. Segue lo stesso anno la sua performance in Hubog di Joel Lamangan, con protagonista la sorella Assunta, che le vale il premio come miglior attrice non-protagonista al Metro Manila Film Festival. In questo periodo l'attrice conosce il regista Manny Valera, il quale fungerà da suo agente per i successivi 16 anni.
De Rossi viene inoltre molto apprezzata in Mga munting tinig, film drammatico ambientato nella zona rurale di Malawig e prima pellicola filippina ad essere distribuita dalla Warner Bros.; negli anni seguenti affianca alla propria carriera cinematografica alcuni progetti televisivi per ragazzi, tra i quali si segnalano !Oka Tokat e Click, oppure sitcom come Kool Ka Lang. Continua quindi la sua partecipazione in film indipendenti, che la affermano col passare del tempo tra le più note e prolifiche interpreti del cinema indie filippino. Nel 2005 si cimenta nella sua prima pellicola internazionale, quando viene scelta per la parte della domestica Rosa nell'horror singaporiano The Maid, diretto da Kelvin Tong.  
Nel 2009 è nel cast del film taiwanese Pinoy Sunday, accanto a Bayani Agbayani ed Epy Quizon. Il continuo impegno in progetti indie le porta anche credito internazionale: agli inizi del 2011 è Punay in Busong, lungometraggio diretto da Auraeus Solito e presentato ai Quinzaine des Réalisateurs del Festival di Cannes 2011. L'ambizioso progetto è acclamato dalla critica e vince anche il maggior riconoscimento al Grand Prize National Geographic Allroads Film Festival di Washington.
La sua interpretazione a fianco di Coco Martin in Sta. Niña le vale nel 2012 il premio come miglior attrice protagonista dell'AIFFA International Awards. L'anno seguente la porta a ritmi di lavoro frenetici tanto che l'attrice completa in dodici mesi ben quattro diversi progetti, tra cui si segnala Alfredo S. Lim: The Untold Story, film biografico sul sindaco sinofilippino. Alcuni mesi dopo gira il suo terzo film internazionale quando è selezionata dal regista coreano Lee Soo-sung per Mango Tree, su consiglio di Adolfo Alix Jr., pellicola che la vede a fianco di Seo Ji-seok e Hong Soo-ah.
Nel 2015 interpreta Dionesia, la madre di Manny Pacquiao, nel film biografico Kid Kulafu che narra la storia del noto pugile filippino. Nel 2016 ottiene il ruolo da protagonista nel road movie indipendente Sakaling hindi makarating, film apprezzato al CineFilipino Film Festival. Sempre lo stesso anno si cimenta in ruoli a lei prima inusuali; interpreta brevemente la madre di Yesha Camile nel dorama familiare Langit Lupa e partecipa successivamente ad alcune puntate della celebre serie televisiva Ang Probinsyano.
Agli inizi del 2017 interrompe consensualmente la decennale collaborazione con l'agente Manny Valera, per unirsi alla Cornerstone Talent Management di Erickson Raymundo.
Il termine del decennio riserva all'attrice nuove soddisfazioni. Nel 2017 è infatti la volta di Kita Kita, commedia romantica che la vede affiancare Empoy Marquez: il film raggiunge un inaspettato successo di pubblico (costato 10 milioni di pesos, incassa oltre 320 milioni) divenendo la pellicola indipendente dal maggiore incasso nelle Filippine. Due anni dopo dirige per la prima volta un film, Fuffy and Fream, dove recita assieme a Piolo Pascual nel ruolo di protagonista.

### Carriera musicale
A partire dagli anni duemiladieci, Alessandra De Rossi ha affiancato alla propria carriera da attrice anche quella di cantante indipendente.
Nel 2011 incide il brano Geena's Song, incluso nella colonna sonora della serie televisiva Green Rose con protagonista la stessa attrice. Lo stesso anno pubblica il suo primo album in versione digitale, intitolato Adrift e contenente undici brani da lei composti.
Nel 2015 collabora con l'amica Glaiza de Castro in Memo, brano estratto dall'album Synthesis. L'anno seguente pubblica il suo secondo album, Derealization.

### Vita privata
Attrice riservata, negli anni duemila ha avuto relazioni con i colleghi Polo Ravales e Biboy Ramirez. Nel tempo libero dal lavoro si dedica alla sua grande passione per la pittura.
Nel corso della vita ha vissuto in diversi luoghi; benché risieda a Manila da diversi anni, ha passato la prima infanzia in Inghilterra e poi in Italia. Parla fluentemente inglese, tagalog e italiano.

## Filmografia parziale

### Cinema
- Azucena (Dog Food), regia di Carlos Siguion-Reyna (2001)
- Hubog (Wretched Lives), regia di Joel Lamangan (2001)
- Mga munting tinig (Small Voices), regia di Gil Montes (2002)
- Mano Po 2, regia di Erik Matti (2003)
- Spirit of the glass, regia di José Javier Reyes (2005)
- The Maid - La morte cammina tra i vivi, regia di Kelvin Tong (2005)
- Kutob, regia di José Javier Reyes (2005)
- One Night Only, regia di José Javier Reyes (2008)
- Independencia, regia di Raya Martin (2009)
- Pinoy Sunday, regia di Wi Ding Ho (2009)
- Dalaw, regia di Dondon Santos (2010)
- Busong (Palawan Fate), regia di Auraeus Solito (2011)
- Sta. Niña, regia di Emmanuel Quindo Palo (2012)
- Mater dolorosa, regia di Adolfo Alix Jr. (2012)
- Baybayin, regia di Auraeus Solito (2012)
- Relaks, It's Just Pag-ibig, regia di Antoinette Jadaone (2014)
- Bambanti (Scarecrow), regia di Zig Dulay (2015)
- Kid Kulafu, regia di Paul Soriano (2015)
- Hele sa hiwagang hapis (A Lullaby to the Sorrowful Mystery), regia di Lav Diaz (2016)
- Sakaling hindi makarating, regia di Ice Idanan (2016)
- Echorsis, regia di Lemuel Lorca (2016)
- Kita Kita, regia di Sigrid Andrea Bernardo (2017)
- Madilim ang gabi, regia di Adolfo Alix Jr. (2017)
- 12, regia di Dondon S. Santos (2017)
- Through Night and Day, regia di Sigrid Andrea Bernardo (2018)
- Watch List, regia di Ben Rekhi (2019)
- Circa, regia di Adolfo Alix Jr. (2019)
- Unforgettable, regia di Perci Intalan e Jun Lana (2019)
- Lucid, regia di Victor Villanueva (2019)

### Televisione
- Maalaala Mo Kaya, serie antologica (1999-2016)
- Green Rose, serie TV (2011)
- Sinner or Saint, serie TV, 85 episodi (2011)
- Magkano Ba ang Pag-ibig?, serie TV (2013-2014)
- Wagas, serie TV (2013-2016)
- Langit Lupa, serie TV (2016)
- Ipaglaban Mo!, serie TV, 2 episodi (2016-2017)
- Ang Probinsyano, serie TV, 15 episodi (2016-2017)
- Since I Found You, serie TV (2018)

## Programmi televisivi
- ASAP (ABS-CBN, 1997-2002; 2016)
- Chef Boy Logro: Kusina Master (GMA Network, 2012)
- Celebrity Bluff (GMA Network, 2012)
- Sunday All Stars (GMA Network, 2013)

## Discografia
- 2011 – Adrift
- 2016 – Derealization

## Premi e riconoscimenti
- FAMAS Award
  - 2006 - Nomination FAMAS Award alla migliore attrice non protagonista per Kutob
  - 2001 - FAMAS Award alla migliore attrice non protagonista per Azucena
- Metro Manila Film Festival
  - 2010 - Nomination Metro Manila Film Festival Award alla migliore attrice non protagonista per Dalaw
  - 2001 - Metro Manila Film Festival Award alla migliore attrice non protagonista per Hubog
- Gawad Urian Award
  - 2016 - Nomination Gawad Urian Award alla migliore attrice protagonista per Bambanti
  - 2015 - Nomination Gawad Urian Award alla migliore attrice non protagonista per Mauban ang resiko
  - 2013 - Nomination Gawad Urian Award alla migliore attrice non protagonista per Mater dolorosa
  - 2013 - Gawad Urian Award alla migliore attrice non protagonista per Sta. Niña
  - 2013 - Nomination Gawad Urian Award alla migliore attrice protagonista per Baybayin
  - 2012 - Nomination Gawad Urian Award alla migliore attrice protagonista per Ka Oryang
  - 2003 - Nomination Gawad Urian Award alla migliore attrice protagonista per Mga munting tinig
  - 2002 - Nomination Gawad Urian Award alla migliore attrice non protagonista per Hubog
  - 2000 - Nomination Gawad Urian Award alla migliore attrice protagonista per Azucena